# Marina Prudnikova
Marina Prudnikova, née le 14 juin 1972 en Ukraine dans l'Union soviétique est une cycliste ukrainienne naturalisée russe dans les années 90.

## Biographie
Marina Prudnikova finit quatrième du championnat d'Ukraine sur route en 1992. Elle est entraînée durant sa jeunesse par Nikolay Domkin travaillant à l'Istok à Friazino dans la région de l'Oblast de Moscou.

## Palmarès sur route
- 1992
  - 5e étape du Družba Žen
  - GP Kanton Aargau
  - 2e de Družba Žen
- 1993
  - 4e étape du GP Presov
  - 4e étape du GP Kanton Zürich
- 1994
  - 4e étape du GP Presov
- 1995
  - 2e étape de Ladies Cup
  - 4e étape aux Trois jours de Vendée
  - Ster der Vogezen :
    - Classement général
    - 3e et 4e étapes

  - Tour du Portugal :
    - Classement général
    - 2e et 3e étapes

  - 2e étape du GP Kanton Zürich
  - 3e de Tour de Bretagne féminin
- 1996
  - 1re étape du Tour du Portugal

### Grands tours

#### Tour cycliste féminin
4 participations
- 1992 : 55e
- 1994 : 31e
- 1995 : 30e
- 1996 : 29e